# Burgau (Áustria)
Burgau é um município da Áustria, situado no distrito de Hartberg-Fürstenfeld, no estado da Estíria. Tem 19,99 km² de área e sua população em 2019 foi estimada em 1.058 habitantes.